# Bombarder pesant

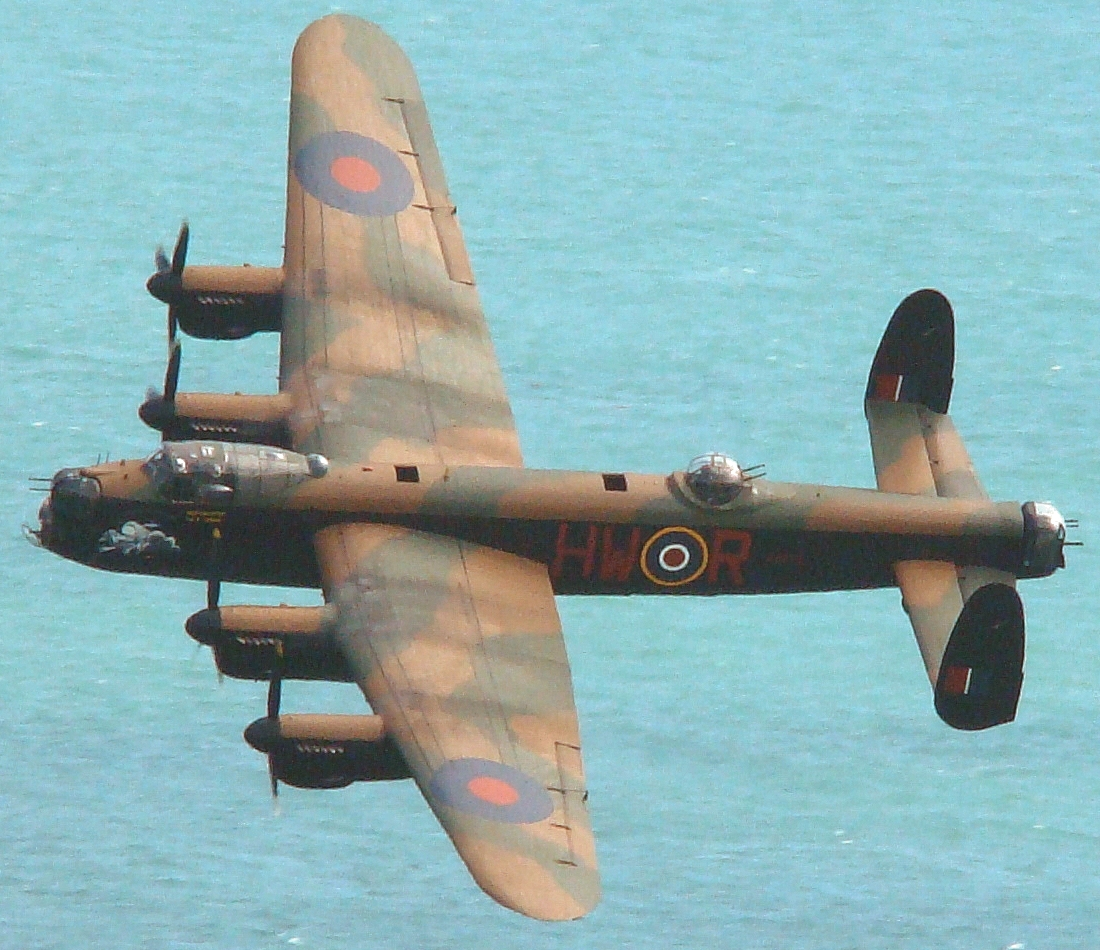
Avro Lancaster, un bombarder pesant britànic

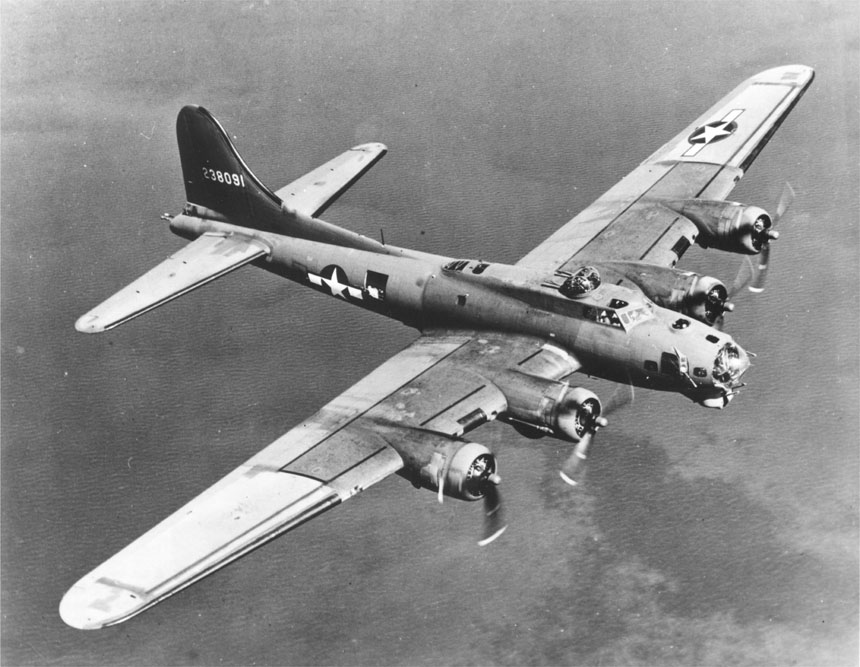
Boeing B-17 Flying Fortress, bombarder pesant nord-americà.

Un bombarder pesant és un bombarder de grans dimensions i normalment de llarg abast. El terme va ser usat principalment durant i abans de la Segona Guerra Mundial, quan la potència dels motors era tan escassa que els dissenys havien de ser acuradament adaptats a les seves missions. A principis de la Segona Guerra Mundial el bombarder pesant generalment va ser considerat com qualsevol disseny que fos capaç de llançar uns 3.600 kg (8.000 lliures) o més sobre objectius llunyans, i bombarders mitjans els capaços de portar des de 1.800-3.600 kg (4.000-8.000 lb), i bombarders lleugers els que levaban de 910-1800 kg (2000-4000 lb), però, aquestes distincions ja anaven desapareixent a mitjans de la guerra, quan ja havia avions de caça que podien portar càrregues superiors a 910 kg (2.000 lb).
Després de la Segona Guerra Mundial el terme ja era poc utilitzat per descriure bombarders dedicats a la funció estratègica, i aquests avions aviat van passar a ser denominats bombarders estratègics, mentre que qualsevol altre disseny es va passar a anomenar bombarder tàctic (menys pes i abast).

## Armament defensiu
Els bombarders pesants a més normalment tenien molt armament defensiu. Els bombarders britànics de la Segona Guerra Mundial solien tenir tres torretes amb un total de 8 metralladores. Els nord-americans, construïts per al vol en formació, tenien més de 10 metralladores tant en torretes com en altres suports mòbils per proporcionar un cobertura defensiva millor. Els llocs on s'ubicava aquest armament incloïen torretes frontals, torretes de cua, llocs laterals (sovint una simple finestra amb una metralladora Browning M2 de calibre .50 BMG), torretes dorsals (damunt de l'avió) i posicions o torretes ventrals (sota de l'avió), les quals solien ser torretes de bola. Totes aquestes metralladores feien possible que els bombarders pesants es defensessin per si mateixos raonablement bé després de sobrepassar l'abast màxim de les seves caces d'escorta. Els bombarders pesants britànics volaven de manera més independent a la nit i les maniobres evasives jugaven una part important en la defensa.

## Exemples
Primera Guerra Mundial
- Handley Page V/1500

Període d'entreguerres
- Farman F.220
- Handley Page Hinaidi

Segona Guerra Mundial
- Avro Lancaster
- Avro Manchester

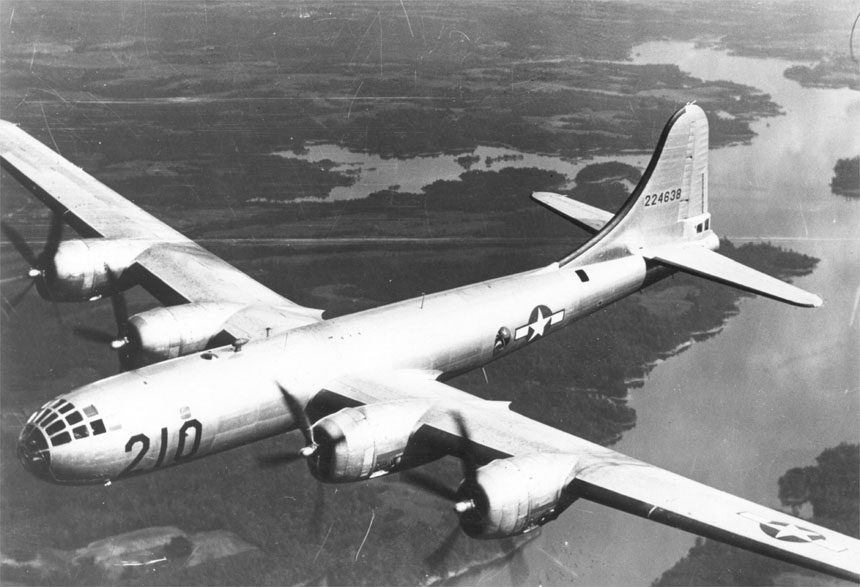
Boeing B-29 Superfortress, bombarder pesant nord-americana de finals de la Segona Guerra Mundial.

- Boeing B-17 Flying Fortress
- Boeing B-24 Liberator
- Boeing B-29 Superfortress
- Conolidated B-32 Dominator
- Handley Page Halifax
- Heinkel He 177
- Junkers Ju 390
- Junkers Ju 290
- Petlyakov Pe-8
- Piaggio P.108
- Short Stirling

Guerra Freda
- Avro Lincoln
- Tu-4